# 長島正興
長島 正興（ながしま まさおき、1970年（昭和45年）9月26日 - ）は、日本の元レーシングドライバー、環境活動家。本名は長嶋 正興（読み同じ）。血液型B型。

## 来歴・人物

### 生い立ち
長嶋茂雄の次男（末子）として東京都大田区に生まれた。アメリカ留学などを経て暁星国際高等学校卒業後、駒澤大学経済学部経済学科に進学。大学在学中の1992年からレース活動を始めた。

### レーシングドライバー
ホンダ・シビックワンメイクレースを皮切りに、フォーミュラ・トヨタ、全日本F3選手権、全日本GT選手権などへ参戦し数々の優勝、入賞を飾る。また、マカオグランプリで行われたフォーミュラ・ルノーにも参戦した。
1999年から2000年にかけてアメリカに渡り、アメリカンモータースポーツの最高峰である「インディカー・シリーズ」への登竜門である「フォーミュラ・アトランティックシリーズ」にシリーズ参戦した。
アメリカから帰国後の2001年10月28日には、鈴鹿サーキットで行われた全日本GT選手権第6戦で、松田晃司と組んでトヨタ・MR-Sをドライブし、GT300クラス優勝を飾った。
2003年にはスーパー耐久クラス3シリーズチャンピオンになる。また、同年にはアメリカの名門レースの一つである「パイクスピーク・インターナショナル・オートヒルクライム」にも参戦するなど、国内外を問わず、様々なジャンルへの参戦を行う。
2006年は、SUPER GT（旧全日本GT選手権）のGT300で「吉兆宝山DIREZZA Z(日産・フェアレディZ）」を安田裕信とともにドライブした。
2008年はスーパー耐久クラス1のOCN@KoseiポルシェGT3JGNをドライブしていた。
スーパー耐久のシリーズチャンピオンや全日本選手権レースにおける数回の優勝など安定した成績を残していることに対して、モータースポーツ界から一定の評価を得ていた。

### 現在
2008年から環境に関する仕事に従事、その後事実上レーシングドライバーを引退し、現在は環境管理士などの資格を取得し環境分野で活動の場を広げている。特技は英語、乗馬。

## 家族
父は元読売ジャイアンツの監督の長嶋茂雄。母は長嶋亜希子。兄はヤクルト、巨人に所属した元プロ野球選手でスポーツキャスター・タレントの長嶋一茂、姉はスポーツキャスターの長島三奈。また、一茂と三奈との間に一般人の姉がいる。
苗字の公式な表記について、茂雄・亜希子・一茂は「長嶋」、三奈と正興は「長島」を使用している（戸籍については前者の時期と後者の時期があった）。

## 出演

### テレビCM
- 大鵬薬品工業：チオビタドリンク（2000年）

## レース戦績

### 全日本GT選手権/SUPER GT
| 年     | チーム               | 使用車両                   | クラス | 1       | 2       | 3       | 4      | 5       | 6       | 7       | 8      | 9      | 順位 | ポイント |
| ------ | -------------------- | -------------------------- | ------ | ------- | ------- | ------- | ------ | ------- | ------- | ------- | ------ | ------ | ---- | -------- |
| 1995年 | TEAM TAISAN          | BMW・M3                    | GT2    | SUZ     | FSW     | SEN     | FSW 5  | SUG 5   | MIN Ret |         |        |        | 15位 | 16       |
| 1996年 | TEAM TAISAN Jr.      | BMW・M3                    | GT300  | SUZ 12  | FSW     |         |        |         |         |         |        |        | 25位 | 6        |
| 1996年 | TEAM TAISAN Jr.      | ポルシェ・911              | GT300  |         |         | SEN 8   | FSW 12 | SUG     | MIN 8   |         |        |        | 25位 | 6        |
| 1997年 | 土屋エンジニアリング | トヨタ・MR2                | GT300  | SUZ 3   | FSW Ret | SEN 1   | FSW 5  |         | SUG 3   |         |        |        | 3位  | 52       |
| 1997年 | 牧口エンジニアリング | BMW・M3                    | GT300  |         |         |         |        | MIN Ret |         |         |        |        | 3位  | 52       |
| 1998年 | KRAFT                | トヨタ・キャバリエ         | GT300  | SUZ Ret | FSW     | SEN     | FSW    | TRM     | MIN     | SUG     |        |        | NC   | 0        |
| 2001年 | KRAFT                | トヨタ・スプリンタートレノ | GT300  | TAI Ret | FSW 18  | SUG Ret | FSW    |         |         |         |        |        | 13位 | 21       |
| 2001年 | KRAFT                | トヨタ・MR-S               | GT300  |         |         |         |        | TRM 18  | SUZ 1   | MIN 10  |        |        | 13位 | 21       |
| 2002年 | KRAFT                | トヨタ・MR-S               | GT300  | TAI 19  | FSW 17  | SUG 11  | SEP 13 | FSW 18  | TRM Ret | MIN Ret | SUZ 19 |        | 30位 | 1        |
| 2003年 | TOM’S SPIRIT         | トヨタ・MR-S               | GT300  | TAI 18  | FSW 19  | SUG 12  | FSW 9  | FSW Ret | TRM 9   | AUT     |        |        | 25位 | 4        |
| 2003年 | TOM’S SPIRIT         | トヨタ・セリカ             | GT300  |         |         |         |        |         |         |         | SUZ 17 |        | 25位 | 4        |
| 2004年 | TOM’S SPIRIT         | トヨタ・セリカ             | GT300  | TAI Ret | SUG 2   | SEP 12  | TOK 12 | TRM 16  | AUT 11  | SUZ 15  |        |        | 14位 | 15       |
| 2006年 | MOLA                 | 日産・フェアレディZ        | GT300  | SUZ 10  | OKA 18  | FSW 14  | SEP 10 | SUG 8   | SUZ 6   | TRM 8   | AUT 10 | FSW 19 | 20位 | 20       |